# Ivor (Virginia)
Ivor es una localidad del Condado de Southampton, Virginia, Estados Unidos. Según el censo de 2000 tenía una población de 320 habitantes y una densidad de población de 113.4 hab/km².

## Demografía
Según el censo de 2000, había 320 personas, 135 hogares y 100 familias residiendo en la localidad. La densidad de población era de 113,4 hab./km². Había 152 viviendas con una densidad media de 53,8 viviendas/km². El 76,25% de los habitantes eran blancos, el 19,69% afroamericanos, el 1,25% amerindios y el 2,81% pertenecía a dos o más razas.
Según el censo, de los 135 hogares en el 25,9% había menores de 18 años, el 62,2% pertenecía a parejas casadas, el 10,4% tenía a una mujer como cabeza de familia y el 25,9% no eran familias. El 24,4% de los hogares estaba compuesto por un único individuo y el 17,0% pertenecía a alguien mayor de 65 años viviendo solo. El tamaño promedio de los hogares era de 2,37 personas y el de las familias de 2,78.
La población estaba distribuida en un 20,0% de habitantes menores de 18 años, un 6,6% entre 18 y 24 años, un 24,4% de 25 a 44, un 27,5% de 45 a 64 y un 21,6% de 65 años o mayores. La media de edad era 44 años. Por cada 100 mujeres había 91,6 hombres. Por cada 100 mujeres de 18 años o más, había 84,2 hombres.
Los ingresos medios por hogar en la localidad eran de 34.583 dólares ($) y los ingresos medios por familia eran 44.688 $. Los hombres tenían unos ingresos medios de 40.938 $ frente a los 18.750 $ para las mujeres. La renta per cápita para la ciudad era de 18.033 $. El 5,1% de la población y el 4,4% de las familias estaban por debajo del umbral de pobreza. El 5,7% de los menores de 18 años y el 9,8% de los habitantes de 65 años o más vivían por debajo del umbral de pobreza.

## Geografía
Según la Oficina del Censo de los Estados Unidos, la localidad tiene un área total de 2,8 km², todos ellos correspondientes a tierra firme.